# Antoine Béguère
Antoine Béguère (29. září 1901 – 23. října 1960) byl francouzský podnikatel a hráč ragby za FC Lourdes. V letech 1946 až 1960 byl prezidentem tohoto klubu. Tuto funkci zastával v letech 1989 až 2000 jeho vnuk, francouzský politik Philippe Douste-Blazy.